# لئون پونسکارم

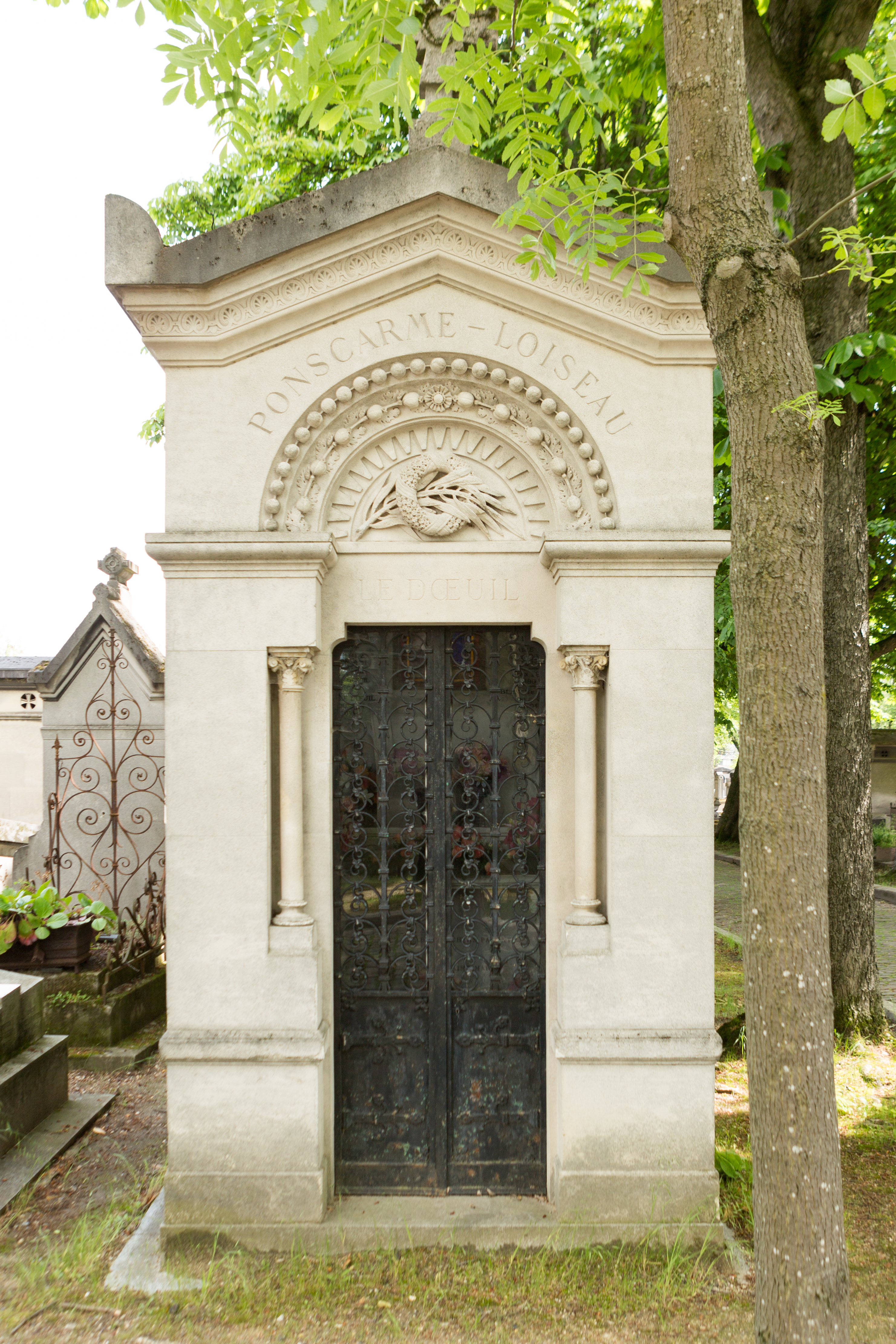
نمایی از مقبره لئون پونسکارم

لئون پونسکارم (فرانسوی: Léon Ponscarme‎; ۲۱ ژانویهٔ ۱۸۷۹ – ۲۴ نوامبر ۱۹۱۶) دوچرخه‌سوار اهل فرانسه بود.